# 布莱克·埃亨
丹尼尔·布莱克·埃亨（英語：Daniel Blake Ahearn，1984年5月27日—），美国NBA联盟职业篮球运动员。